# Pliobothrus symmetricus
Pliobothrus symmetricus är en nässeldjursart som beskrevs av Pourtalès 1868. Pliobothrus symmetricus ingår i släktet Pliobothrus och familjen Stylasteridae. Inga underarter finns listade i Catalogue of Life.